# چن یونشیا
چن یونشیا (انگلیسی: Chen Yunxia؛ زادهٔ ۵ دسامبر ۱۹۹۵) قایقران روئینگ اهل چین است.
وی در مسابقات کشوری و بین‌المللی در مجموع برندهٔ ۲ مدال طلا شده‌است.